# Ulrich von Berg (Adliger)
Graf Ulrich von Berg (* 1166; † 1205) stammte aus der Familie von Berg. Das Adelsgeschlecht saß auf der Burg Berg bei Ehingen.

## Leben
Ulrich von Berg war mit Adelheid, Tochter des Markgrafen Heinrich von Ursin-Ronsberg, verheiratet. Durch Adelheid kamen die Markgrafenwürde und die Grafenrechte der Ronsberger an ihren Sohn, den Grafen Heinrich III. von Berg und späteren Markgrafen von Burgau.